# Riba del Sena
La riba del Sena és la denominació que rep la zona al voltant del riu Sena a París i que el 1991 fou declarada Patrimoni de la Humanitat de la UNESCO. La zona protegida va del Pont de Sully fins al Pont de Jena (i s'estén fins al Pont de Bir-Hakeim per la riba esquerra). Cobreix una extensió de 365 hectàrees i inclou 23 dels 37 ponts de París sobre el Sena així com l'Île de la Cité i l'Île Saint-Louis.

## Riba dreta
Fins a mitjans del segle xix, existia l'illa Louviers sobre el Sena (avui en dia sota el boulevard Morland) que estava unida a la riba dreta fins a 1843.
En aquesta riba hi ha el Parc de Bercy, el Palais Omnisports de Paris-Bercy, el Ministeri de Finances, la Gare de Lyon, el Louvre, el Gran Palau de París, el Petit Palau de París, la Prefectura de Policia, l'Ajuntament de París, el Jardí de les Teuleries, el Palau Reial, La Samaritaine, el Palau de Chaillot, el Palau de Tokyo, la Plaça de la Concorde i altres monuments històrics.
Riba dreta és una expressió que també designa la part de la ciutat més sofisticada. Més que un lloc geogràfic, l'expressió descriu un estil de vida.

## Riba esquerra
Els monuments més destacats d'aquesta riba són la Catedral de Notre-Dame, el Museu d'Orsay (antiga estació d'Orsay), la Casa de la Moneda, la Biblioteca Nacional de França, la Gare d'Austerlitz, el Jardí de les Plantes, el Campus Jussieu, l'Institut del Món Àrab, l'Institut de França, el Ministeri d'Assumptes Exteriors, el moll d'Orsay, el Palau Borbó, el Palau Nacional dels Invàlids, la Torre Eiffel, el Museu del Moll Branly, l'Assemblea Nacional Francesa, el Parc André Citroën i altres monuments històrics.
Riba esquerra també designa un estil de vida, ja que aquesta és la zona més artística de la ciutat.